# Menhir von Poserna
Der Menhir von Poserna (auch Hasensäule genannt) war ein vorgeschichtlicher, wahrscheinlich neolithischer Menhir bei Poserna, einem Ortsteil von Lützen im Salzlandkreis, Sachsen-Anhalt.

## Lage
Er stand ursprünglich an der Grenze zwischen Poserna und Kreischau auf einem Grabhügel, dessen Grabinventar sich entweder der Kugelamphoren-Kultur (3100–2700 v. Chr.) oder der Schnurkeramischen Kultur (2800–2200 v. Chr.), wahrscheinlich aber ersterer, zuordnen lässt. Er wurde später an die Kreuzung der Wege von Poserna nach Taucha und von Nellschütz nach Ranismühle umgesetzt und als Wegweiser umfunktioniert.

## Beschreibung
Der Menhir bestand aus verwittertem graugelben Sandstein und hatte ursprünglich eine Höhe von 1,3 m sowie eine Breite und Dicke von jeweils 0,33 m. Nach seiner Umfunktionierung wurde der Menhir behauen. Er hatte nun eine vierkantige Form und wurde mit mehreren Inschriften versehen. Auf der Rückseite war eine Folge von Buchstaben und Zahlen sowie eine Jahreszahl eingemeißelt. Weiterhin wurden mehrere Wegangaben aufgemalt. Waldtraut Schrickel und Hans-Jürgen Beier führten den Menhir 1957 bzw. 1991 noch als erhalten, im Denkmalverzeichnis des Landes Sachsen-Anhalt von 2016 wird er hingegen als ausgegangen geführt.